# Valdin Legister
Valdin Legister, né en 1979, est un arbitre jamaïcain de football international depuis 2010.

## Carrière
Il a officié dans des compétitions majeures :
- Championnat d'Amérique du Nord, centrale et Caraïbe de football des moins de 17 ans 2011 (2 matchs) ;
- Coupe caribéenne des nations 2012 (2 matchs dont la finale).